# Dioon purpusii
Dioon purpusii Rose, 1909 è una cicade della famiglia delle Zamiaceae, nativa del Messico.
L'epiteto specifico è un omaggio al botanico messicano Carl Anton Purpus (1853-1914).

## Descrizione
È una specie con portamento arborescente, con fusti alti sino 5 m, con un diametro di 40 cm.

Le foglie lunghe 80–160 cm, pennate, di colore verde brillante, sono disposte a corona sulla sommità del fusto. Ogni foglia è composta da 150-260 foglioline lanceolate, lunghe 7–12 cm, che si inseriscono a 45° sul rachide centrale; quelle basali, in prossimità del picciolo, si trasformano in spine.

È una specie dioica. Il cono femminile ha l'aspetto di una grossa pigna, di colore grigio-bruno, lunga 35–45 cm, con un diametro di 15–20 cm. I coni maschili sono fusiformi, di colore dal verde al bruno, lunghi 20–30 cm, di 7–8 cm di diametro.

I semi sono ovoidali, lunghi 30–40 mm, ricoperti da un tegumento di colore da bianco-crema a giallo.

## Distribuzione e habitat
D. purposii è endemica dello Stato di Oaxaca, nel Messico meridionale.
Cresce nei canyon della foresta tropicale semi-decidua, da 1.000 a 1.500 m di altitudine.

## Conservazione
La IUCN Red List classifica D. purposii come specie vulnerabile.

La specie è inserita nell'Appendice II della Convention on International Trade of Endangered Species (CITES).